# The Good Doctor
The Good Doctor es una serie de televisión estadounidense de drama médico, desarrollada por David Shore y Daniel Dae Kim, basado en la serie surcoreana de 2013 del mismo nombre. El show es producido por Sony Pictures Television y ABC Studios, con Shore sirviendo como el showrunner. Es protagonizada por Freddie Highmore como Shaun Murphy; un joven cirujano  con autismo y síndrome del sabio en el ficticio hospital St. Bonaventure de San José, California. También forman parte del elenco principal Hill Harper, Christina Chang, Richard Schiff, Will Yun Lee, Fiona Gubelmann, Paige Spara, Noah Galvin y Bria Samoné Henderson.
The Good Doctor se estrenó el 25 de septiembre de 2017. La serie se convirtió en «el fenómeno televisivo del año en EE.UU», de la mano de las características del personaje protagónico y la interpretación de Freddie Highmore. En marzo de 2022, la serie fue renovada por una sexta temporada, que se estrenó el 3 de octubre de 2022. En abril de 2023, la serie fue renovada para una séptima y última temporada, que se estrenó el 20 de febrero de 2024.

## Argumento
Shaun Murphy es un joven cirujano con autismo y síndrome del sabio de una pequeña ciudad, donde tuvo una infancia complicada. Se traslada para unirse al prestigioso departamento de cirugía en San José St. Bonaventure Hospital.

## Elenco

### Principales
| Actor/Actriz          | Personaje           | Temporadas | Temporadas | Temporadas | Temporadas | Temporadas | Temporadas | Temporadas |
| Actor/Actriz          | Personaje           | 1          | 2          | 3          | 4          | 5          | 6          | 7          |
| --------------------- | ------------------- | ---------- | ---------- | ---------- | ---------- | ---------- | ---------- | ---------- |
| Freddie Highmore      | Dr. Shaun Murphy    | Principal  | Principal  | Principal  | Principal  | Principal  | Principal  | Principal  |
| Nicholas Gonzalez     | Dr. Neil Melendez   | Principal  | Principal  | Principal  | I.E.       |            |            |            |
| Antonia Thomas        | Dra. Claire Browne  | Principal  | Principal  | Principal  | Principal  | I.E.       |            | I.E.       |
| Chuku Modu            | Dr. Jared Kalu      | P          | P          |            |            |            | Recurrente | P          |
| Beau Garrett          | Jessica Preston     | P          |            |            | I.E.       |            |            |            |
| Irene Keng            | Dra. Elle McLean    | P          |            |            |            |            |            |            |
| Hill Harper           | Dr. Marcus Andrews  | Principal  | Principal  | Principal  | Principal  | Principal  | Principal  |            |
| Richard Schiff        | Dr. Aaron Glassman  | Principal  | Principal  | Principal  | Principal  | Principal  | Principal  | Principal  |
| Tamlyn Tomita         | Allegra Aoki        | P          | P          | I.E.       |            |            |            |            |
| Fiona Gubelmann       | Dra. Morgan Reznick | R          | Principal  | Principal  | Principal  | Principal  | Principal  | Principal  |
| Will Yun Lee          | Dr. Alex Park       | R          | Principal  | Principal  | Principal  | Principal  | Principal  | Principal  |
| Christina Chang       | Dra. Audrey Lim     | R          | Principal  | Principal  | Principal  | Principal  | Principal  | Principal  |
| Paige Spara           | Lea Dilallo         | R          | Principal  | Principal  | Principal  | Principal  | Principal  | Principal  |
| Jasika Nicole         | Dra. Carly Lever    | R          | R          | Principal  |            |            |            |            |
| Bria Samoné Henderson | Dra. Jordan Allen   |            |            |            | R          | Principal  | Principal  | Principal  |
| Noah Galvin           | Dr. Asher Wolke     |            |            |            | R          | Principal  | Principal  | Principal  |
| Osvaldo Benavides     | Dr. Mateo Rendón    |            |            |            | I.E.       | P          |            |            |
| Brandon Larracuente   | Dr. Daniel Pérez    |            |            |            |            |            | P          | I.E.       |

### Recurrentes
- Dylan Kingwell como Steve Murphy (temporadas 1 y 3): es el hermano menor de Shaun; aparece en flashbacks, y sueños y visiones posteriores. También interpreta a Evan Gallico, un niño en el presente que se asemeja al hermano de Shaun.
- Chris D'Elia como Kenny (temporada 1): nuevo vecino de Shaun. Shaun mencionó que fue detenido cuando regresó Lea.
- Sheila Kelley como Debbie Wexler: barista del hospital, enamorada del Dr. Glassman, y más tarde su novia y esposa.
- Lisa Edelstein como la Dra. Marina Blaize (temporada 2), una oncóloga.
- Daniel Dae Kim como el Dr. Jackson Han (temporada 2), Jefe de Cirugía del Hospital San José San Buenaventura, que tiene problemas con el comportamiento y el autismo de Shaun.
- Sharon Leal como Breeze Brown (temporada 2-3), la madre de Claire Brown que sufre de trastorno bipolar.
- Ricky He como Kellan Park (temporada 2-3), distanciado hijo del Dr. Park.
- Eve Gordon como la enfermera Fryday.
- Eric Winter como el Dr. Matt Coyle, un médico que demuestra acoso hacia Claire.
- Marsha Thomason como la doctora Isabel Barnes, exesposa del Dr. Marcus Andrews.
- Manny Jacinto como Bobby Ato, en el décimo episodio de la primera temporada, «Sacrificio».
- Necar Zadegan como la Dra. Ko.
- Holly Taylor como Maddie Glassman, hija fallecida del Dr. Glassman.
- Savannah Welch como Danica «Danni» Powell, médico residente.

## Episodios
| Temporada | Temporada | Episodios | Episodios | Emisión original         | Emisión original    |
| Temporada | Temporada | Episodios | Episodios | Primera emisión          | Última emisión      |
| --------- | --------- | --------- | --------- | ------------------------ | ------------------- |
|           | 1         | 18        | 18        | 25 de septiembre de 2017 | 26 de marzo de 2018 |
|           | 2         | 18        | 18        | 24 de septiembre de 2018 | 11 de marzo de 2019 |
|           | 3         | 20        | 20        | 23 de septiembre de 2019 | 30 de marzo de 2020 |
|           | 4         | 20        | 20        | 2 de noviembre de 2020   | 7 de junio de 2021  |
|           | 5         | 18        | 18        | 27 de septiembre de 2021 | 16 de mayo de 2022  |
|           | 6         | 22        | 22        | 3 de octubre de 2022     | 1 de mayo de 2023   |
|           | 7         | 10        | 10        | 20 de febrero de 2024    | 21 de mayo de 2024  |

## Producción

### Desarrollo
En mayo de 2014, CBS Television Studios comenzó desarrollar una versión estadounidense del drama médico surcoreano Good Doctor con Daniel Dae Kim como productor. Kim explicó el atractivo de adaptar la serie como "algo que puede encajar en un mundo reconocible, con una amplitud de personajes que se pueden explorar a la larga". La historia de un médico cirujano con autismo que se establecerá en Boston, fue proyectada para salir al aire en agosto de 2015. Sin embargo, CBS no recogió el proyecto y se trasladó a Sony Pictures Television, con el compromiso del piloto en ABC en octubre de 2016. La serie es desarrollada por David Shore y Daniel Dae Kim, que son productores ejecutivos junto a Sebastian Dong Hun Lee, y David Kim. ABC ordenó oficialmente el piloto de la serie en enero de 2017.
El 11 de mayo de 2017, ABC ordenó el show como serie como una coproducción con ABC Studios y Sony Pictures Television. La segunda temporada se estrenó el 24 de septiembre de 2018 y tuvo dieciocho episodios, al igual que la primera. La tercera temporada se estrenó el 23 de septiembre de 2019 y tuvo veinte episodios. La cuarta temporada comenzó a transmitirse el 2 de noviembre de 2020, y se inicia ambientada en la pandemia de COVID-19 que afectó al mundo mientras se rodaba, estando dedicada al personal hospitalario y demás trabajadores esenciales, a quienes califica como «héroes» a la vez que pide al espectador: «haz tu parte, usa una mascarilla». El 3 de mayo de 2021, ABC anunció la renovación por una quinta temporada. El 30 de marzo de 2022, ABC renovó la serie por una sexta temporada, que se estrenó el 3 de octubre de 2022. El 19 de abril de 2023, ABC renovó la serie para una séptima temporada. La séptima temporada se estrenó el 20 de febrero de 2024. En enero de 2024, se confirmó que sería la última temporada.

### Casting

#### Temporada 1
El 17 de febrero de 2017, Antonia Thomas fue elegida como la doctora Claire Browne, una médica de gran voluntad y talento que forma una conexión especial con Shaun.
Una semana más tarde, Freddie Highmore fue puesto en el papel principal como el Dr. Shaun Murphy, un joven cirujano con autismo; y Nicholas Gonzalez fue elegido como el Dr. Neil Meléndez, el jefe de los residentes quirúrgicos en el hospital. El mes siguiente, Chuku Modu fue elegido como el Dr. Jared Kalu; Hill Harper como jefe de cirugía el Dr. Marcus Andrews; Irene Keng como la Dra. Elle McLean; y Richard Schiff fue elegido como el Dr. Aaron Glassman, Presidente del San Jose St. Bonaventure Hospital y mentor de Shaun. Fue brevemente seguido por Beau Garrett como miembro del consejo de hospital Jessica Preston y un amigo del Dr. Glassman. Con la orden de la serie en mayo, el personaje de Schiff se reveló que había cambiado al Dr. Aaron Glassman.

#### Temporada 2
El 2 de abril de 2018, se reveló que Will Yun Lee, Fiona Gubelmann, Christina Chang y Paige Spara habían sido promovidos al elenco principal después de ser recurrentes en la primera temporada interpretando a Alex, Morgan, Audrey y Lea, respectivamente. Además, se anunció que Chuku Modu y Beau Garrett no volverían para la segunda temporada. El 21 de junio de 2018, se anunció que Lisa Edelstein aparecería como recurrente. En enero de 2019, se anunció que el productor ejecutivo Daniel Dae Kim había sido añadido en un papel recurrente durante la segunda temporada.

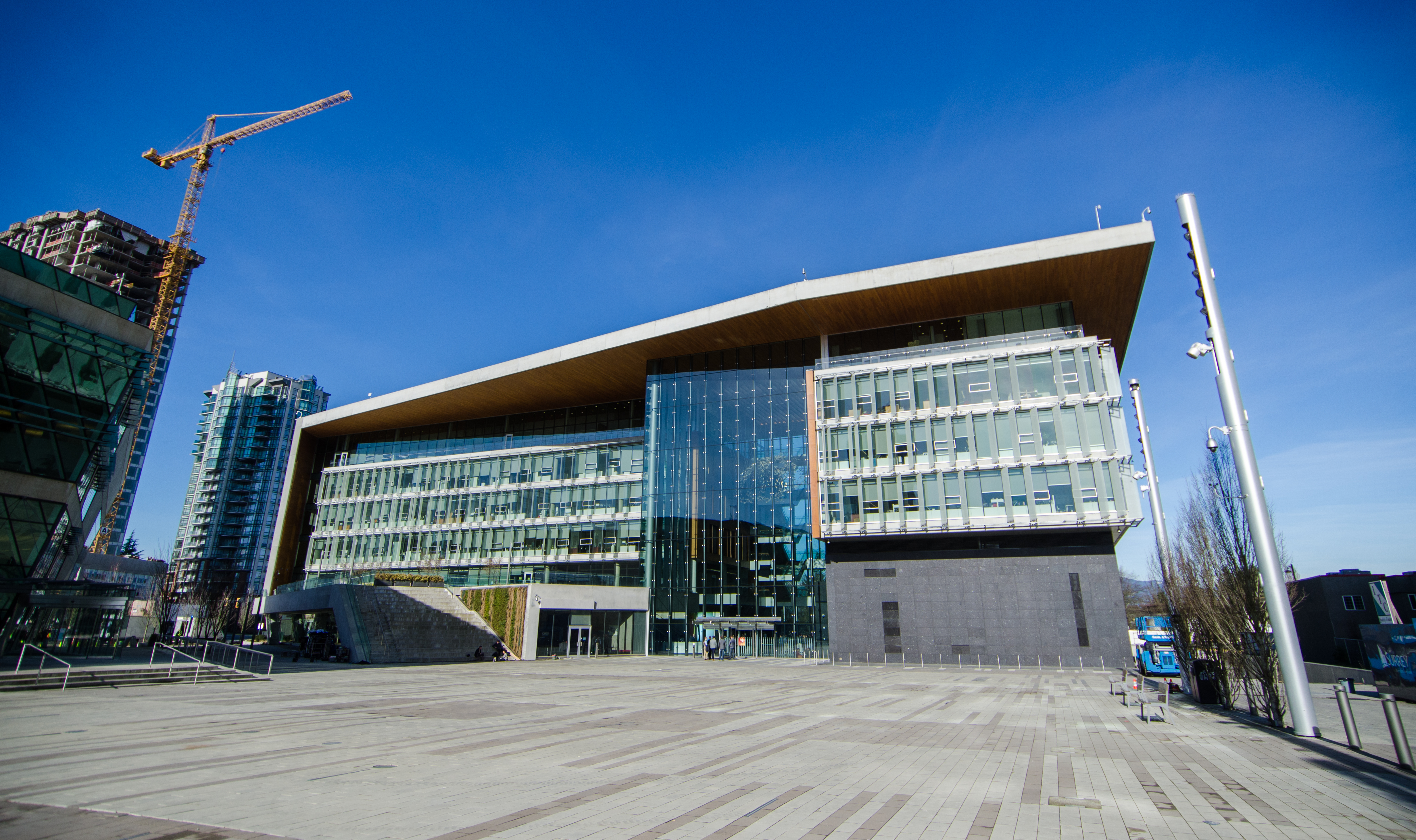
El Ayuntamiento de Surrey sirve como escenario para el Hospital Saint Bonaventure de San José.

#### Temporada 3
En julio de 2019, se anunció que Jasika Nicole había sido promovida al elenco principal para la tercera temporada.

#### Temporada 4
El 30 de marzo de 2020, tras el final de la tercera temporada, se anunció que Nicholas Gonzalez y Jasika Nicole no volverían para la cuarta temporada. En octubre de 2020, Noah Galvin, Summer Brown, Bria Samoné Henderson y Brian Marc fueron elegidos para roles recurrentes.

#### Temporada 5
En mayo de 2021, tanto Galvin como Henderson fueron ascendidos al elenco principal para la quinta temporada. Un mes después, se confirmó el ascenso de Osvaldo Benavides al elenco, al igual que la salida de Antonia Thomas de la serie tras cuatro temporadas, aunque más adelante apareció como invitada especial en dos episodios de la quinta temporada. Sin embargo, Benavides solo apareció en cuatro episodios y abandonó la temporada por razones desconocidas. En abril de 2022, Hollis Jane Andrews fue elegida para un papel recurrente en la quinta temporada.

#### Temporada 6
En abril de 2022, Brandon Larracuente y Savannah Welch fueron elegidos para papeles recurrentes en la sexta temporada. El 8 de noviembre de 2022, se anunció que Larracuente había sido ascendido al elenco principal para la sexta temporada. El 22 de febrero de 2023, se anunció que Modu retomaría su papel de Dr. Jared Kalu de forma recurrente en la sexta temporada.

#### Temporada 7
El 28 de abril de 2023, se informó que Larracuente no regresaría como parte del elenco principal de la serie para la séptima temporada. El 20 de noviembre de 2023, se anunció que Harper no volvería para la séptima temporada, ya que se postula para un escaño en el Senado. El 9 de enero de 2024, se informó de que Modu regresaría al elenco principal para la séptima temporada. El 18 de enero de 2024, Kayla Cromer y Wavyy Jonez se unieron al reparto recurrente para la séptima temporada.

### Rodaje
La producción del piloto tuvo lugar del 21 de marzo al 6 de abril de 2017 en Vancouver, British Columbia. El rodaje para el resto de la temporada comenzó el 26 de julio de 2017. El rodaje de la segunda temporada comenzó el 27 de junio de 2018 y concluyó el 12 de febrero de 2019. El rodaje de la tercera temporada comenzó el 19 de junio de 2019 y concluyó el 3 de marzo de 2020. El rodaje de la cuarta temporada estaba previsto que comenzara el 4 de agosto de 2020 y concluyera el 13 de abril de 2021, pero se pospuso al 2 de septiembre de 2020 y concluyó el 14 de mayo de 2021. La quinta temporada comenzó a producirse el 16 de agosto de 2021 y concluyó el 29 de abril de 2022. El rodaje de la sexta temporada comenzó el 3 de agosto de 2022 y concluyó el 6 de abril de 2023.

## Lanzamiento

### Transmisión
The Good Doctor comenzó a emitirse el 25 de septiembre de 2017. CTV adquirió los derechos de difusión para Canadá.
Es transmitida de igual forma para la televisión abierta en México, gracias a la adquisición de los derechos de difusión por Azteca 7.
En España, Mediaset España adquirió los derechos de difusión, emitiendo las dos primeras temporadas en Telecinco y la tercera temporada en Cuatro.
En Chile, es transmitida por TVN quien adquiere los derechos emitiendo hasta la tercera temporada.

### Marketing
Un tráiler de larga duración fue lanzado en mayo de 2017 en la presentación del Upfront de ABC, con Ethan Anderton de /Film describe el concepto de la sensación como sí "House conociera a Rain Man, que sólo podría ser suficiente para que sea interesante". Sin embargo, se preguntó "¿cuánto tiempo el público puede sentirse fascinado tanto por el brillo de las habilidades de sabiduría del personaje de Highmore como por las dificultades que provienen de su autismo en el lugar de trabajo". Daniel Fienberg de The Hollywood Reporter sentía que el tráiler era "un tanto progresista y muy anticuado".   El tráiler había sido visto más de 25.4 millones de veces después de una semana de su lanzamiento, incluyendo más de 22 millones de visitas en Facebook.
El piloto fue proyectado en el evento PaleyFest de ABC el 9 de septiembre de 2017.

## Recepción

### Críticas
En Rotten Tomatoes se informó una calificación de aprobación del 63% con un promedio de 5.49/10 basada en 38 reseñas. En Metacritic, que usa un promedio ponderado, asignó un puntaje de 53 sobre 100 basado en 15 reseñas, indicando "reseñas mixtas".

### Audiencias
| Temporada | Horario (ET)       | Episodios | Primera emisión          | Primera emisión      | Última emisión      | Última emisión       | Ranking | Prom. de espectadores (millones) |
| Temporada | Horario (ET)       | Episodios | Fecha                    | Audiencia (millones) | Fecha               | Audiencia (millones) | Ranking | Prom. de espectadores (millones) |
| --------- | ------------------ | --------- | ------------------------ | -------------------- | ------------------- | -------------------- | ------- | -------------------------------- |
| 1         | lunes 10:00 p. m.  | 18        | 25 de septiembre de 2017 | 11.22                | 26 de marzo de 2018 | 9.39                 | 7       | 15.61                            |
| 2         | lunes 10:00 p. m.  | 18        | 24 de septiembre de 2018 | 7.35                 | 11 de marzo de 2019 | 7.78                 | 12      | 12.20                            |
| 3         | lunes 10:00 p. m.  | 20        | 23 de septiembre de 2019 | 6.26                 | 30 de marzo de 2020 | 7.71                 | 11      | 10.82                            |
| 4         | lunes 10:00 p. m.  | 20        | 2 de noviembre de 2020   | 4.87                 | 7 de junio de 2021  | 3.99                 | 19      | 8.16                             |
| 5         | lunes 10:00 p. m.  | 18        | 27 de septiembre de 2021 | 3.99                 | 16 de mayo de 2022  | 3.45                 | 27      | 7.05                             |
| 6         | lunes 10:00 p. m.  | 22        | 3 de octubre de 2022     | 3.54                 | 1 de mayo de 2023   | 3.87                 | 30      | 6,24                             |
| 7         | martes 10:00 p. m. | 10        | 20 de febrero de 2024    | 2.86                 | 21 de mayo de 2024  | 2.47                 | —       | —                                |

### Premios y nominaciones
| Año  | Premiación                        | Categoría                                   | Nominado(s)      | Resultado | Ref.          |
| ---- | --------------------------------- | ------------------------------------------- | ---------------- | --------- | ------------- |
| 2018 | Golden Globe Awards               | Mejor actor – Serie de televisión de Drama  | Freddie Highmore | Nominado  | [ 86 ] [ 87 ] |
| 2018 | Humanitas Prize                   | Categoría 60 minutos                        | David Shore      | Ganador   | [ 88 ]        |
| 2020 | Critics' Choice Television Awards | Mejor actor en serie de drama               | Freddie Highmore | Nominado  | [ 89 ]        |
| 2020 | Leo Awards                        | Mejor actor invitado en una serie dramática | Kiefer O'Reilly  | Nominado  | [ 90 ]        |